# الدشمة (خيران المحرق)

تعديل مصدري - تعديل

الدشمة هي إحدى قرى عزلة شرقي الخميسين بمديرية خيران المحرق التابعة لمحافظة حجة، بلغ تعداد سكانها 424 نسمة حسب تعداد اليمن لعام 2004.